# Old Alabama
Old Alabama è il secondo singolo estratto dal nono album del cantautore chitarrista country statunitense Brad Paisley, This Is Country Music. Il singolo, che ha raggiunto la vetta della Hot Country Songs, vede la partecipazione del gruppo country Alabama, ritiratosi nel 2002.
La canzone è composta in modo particolare: sono infatti presenti nel testo frasi tratte dai più grandi successi del gruppo Alabama, ovverosia le canzoni Why Lady Why, Tennessee River, Feels So Right, Love in the First Degree and Dixieland Delight; i membri del gruppo Alabama partecipano cantando, all'interno del brano, un pezzo tratto dalla loro hit del 1982 Mountain Music.
Nel maggio del 2011 è stato pubblicato un video musicale della canzone, filmato nel Nord Carolina.
Il singolo ha debuttato alla 44ª posizione della classifica Hot Country Songs, per poi salire sino alla prima, divenendo così il primo singolo di Alabama a raggiungere la prima posizione dopo Reckless del 1993. Per Paisley è stata la 17ª numero uno.